# Maria de Lourdes Pintasilgo
Maria de Lourdes Ruivo da Silva de Matos Pintasilgo GCC • GCIH • GCL (Abrantes, São João, 18 de janeiro de 1930 — Lisboa, 10 de julho de 2004) foi uma engenheira química, dirigente eclesial e política portuguesa. Foi a única mulher que desempenhou o cargo de primeira-ministra em Portugal, tendo chefiado o V Governo Constitucional, em funções de julho de 1979 a janeiro de 1980.
Foi a segunda mulher a desempenhar o cargo de primeira-ministra na Europa, dois meses depois da tomada de posse de Margaret Thatcher no Reino Unido.

## Biografia

### Família
Nasceu na freguesia de São João, concelho de Abrantes, filha de Jaime de Matos Pintasilgo (Covilhã, Conceição, 9 de dezembro de 1896–Lisboa, Socorro, 10 de outubro de 1959), empresário ligado à indústria de lanifícios da Covilhã, e de sua mulher (Abrantes, 14 de março de 1929) Amélia do Carmo Ruivo da Silva (Vendas Novas, Vendas Novas, c. 1899–1982), doméstica. Era neta paterna de Jerónimo de Matos Pintasilgo (Covilhã, São Pedro, 21 de maio de 1866–Fátima, 4 de outubro de 1963) e de sua primeira mulher (Covilhã, São Pedro) Bárbara Saraiva Tavares (1 de janeiro de 1873–10 de setembro de 1965), tendo o seu avô paterno casado segunda vez com sua cunhada Virgínia Saraiva Tavares (Covilhã, São Pedro, 5 de junho de 1880–Carrasco, 8 de janeiro de 1970), e neta materna de José Ruivo da Silva e de sua mulher Raquel do Carmo. Foram testemunhas e padrinhos do seu registo civil um dos tios maternos, Augusto Ruivo da Silva, Oficial do Exército, e a avó materna Raquel do Carmo, familiares que acompanharam muito de perto o seu crescimento e que muito a influenciaram. Cresceu numa família alargada, não cristã, agnóstica. Em 1933, nasceu o segundo filho do casal, José Manuel de Matos Ruivo da Silva Pintasilgo. José Manuel enveredou pelo jornalismo e casou com Maria dos Prazeres Rodrigues Gouveia Pintasilgo, tendo falecido em 1985, sem deixar descendentes.
Faleceu em Lisboa, aos 74 anos de idade, e repousa num modesto jazigo no Cemitério dos Prazeres.

### Formação
Em 1937, a sua família abandonou Abrantes e instalou-se em Lisboa. Realizou já a instrução primária numa escola particular da Av. Almirante Reis, o Colégio Garrett. Em 1940, ingressou no Liceu D. Filipa de Lencastre. Terminou em 1947 o curso secundário como melhor aluna do liceu, por dois anos consecutivos obteve o Prémio Nacional.
Em 1953, com 23 anos, licenciou-se em Engenharia Químico-Industrial, pelo Instituto Superior Técnico de Lisboa, numa época em que eram poucas as mulheres que enveredavam pela área da engenharia. Entre os 250 alunos do seu curso, apenas 3 eram mulheres. Com a opção por esta licenciatura, desejava mostrar que o desafio do mundo industrial e a novidade da técnica eram também acessíveis às mulheres.
Entre 1952 e 1956, presidiu à Juventude Universitária Católica Feminina (JUC/F). Foi copresidente, com Adérito Sedas Nunes, do I Congresso Nacional da Juventude Universitária Católica. A projecção que, entretanto, adquiriu no interior do movimento católico português conduziu à sua eleição, por aclamação, para o cargo de presidente internacional da Pax Romana – Movimento Internacional de Estudantes Católicos (1956 e 1958). Nessa qualidade, ao longo do ano de 1957, presidiu ao I Seminário de Estudantes Africanos, no Gana, à Assembleia-Geral do movimento realizada em El Salvador. Em 1958, presidiu ao Congresso Mundial de Estudantes e Intelectuais Católicos, realizado em Viena de Áustria.

### Início da carreira profissional
Iniciou a sua carreira profissional, em setembro de 1953, como investigadora na Junta de Energia Nuclear, na qualidade de bolseira do Instituto de Alta Cultura. Em julho de 1954, foi nomeada chefe de serviço no Departamento de Investigação e Desenvolvimento da Companhia União Fabril (CUF), que aceitou pela primeira vez uma mulher nos seus quadros técnicos superiores. Trabalhou sucessivamente nas fábricas do Barreiro e nos centros de investigação de Sacavém e Lisboa.
Entre 1 de setembro de 1954 e 30 de outubro de 1960, assumiu a direcção de projectos no Departamento de Estudos e Projectos da CUF, dos quais se destacam a edição da revista Indústria e a organização dos Colóquios de Actualização Científica, destinados aos quadros técnicos da empresa.

### Papel na Igreja e intervenção cívica
A actividade profissional que vinha exercendo não prejudicou o seu compromisso cristão. Esta dimensão de crente era indissociável dos seus empenhamentos sociais, sendo o horizonte da justiça a sua ambição política. Em 1957, depois de uma passagem pelos Estados Unidos da América, fundou em Portugal, com Teresa Santa Clara Gomes, sua companheira de longa data, o movimento internacional Graal. Entre 1964 e 1969, enquanto vice-presidente internacional do Graal, foi coordenadora de programas de formação e de projectos-piloto no domínio da emancipação da mulher, do desenvolvimento, da acção sociocultural e no domínio de uma evangelização enraizada no seu tempo. Neste período, representou o Graal em actividades internacionais, nomeadamente no III Congresso Mundial do Apostolado dos Leigos, realizado em Roma (1967). Simultaneamente foi designada, pelo Papa Paulo VI, representante da Igreja Católica num grupo de ligação ecuménica com o Conselho Mundial das Igrejas (1966–1970). No Graal em Portugal foi mentora dos projectos: Rede Lien (1989–2004); Trabalho e Família – Responsabilidade Total (2001–2002), no âmbito da iniciativa comunitária EQUAL (2000–2001); Para uma Sociedade Activa (1996–2000), no âmbito do IV Programa para a Igualdade de Oportunidades entre as Mulheres e os Homens da Comissão Europeia e com o apoio do Programa Emprego/ Eixo Now (1999–2000); Banco de Tempo (desde 2001), com o apoio da Comissão para a Igualdade no Trabalho e no Emprego (2001–2003) e da Comissão para a Igualdade e os Direitos das Mulheres (2003).
Em novembro de 1969, recusou o convite do então presidente do Conselho, Marcelo Caetano, para integrar a lista de deputados à Assembleia Nacional.
Aceitou ser designada procuradora à Câmara Corporativa nas duas últimas legislaturas deste órgão (X, XI, 1969–1974), na Secção XII – Interesses de ordem administrativa, 1.ª Subsecção: Política e Administração Geral. Foi a primeira mulher a exercer funções nesta secção, cargo que desempenhou até abril de 1974. Na qualidade de procuradora, assinou com “voto de vencida” vários pareceres, relativos a questões como a liberdade de imprensa, o modelo de desenvolvimento económico e as alterações à Constituição.
Entre 13 de maio de 1970 e 23 de setembro de 1973, trabalhou como consultora junto do Secretário de Estado do Trabalho e Previdência, do Ministério das Corporações e Previdência Social. Presidiu ainda, novamente a convite de Marcelo Caetano, ao Grupo de Trabalho para a Participação da Mulher na Vida Económica e Social (na dependência da já referida Secretaria de Estado). No exercício dessas funções, integrou a Delegação Portuguesa à Assembleia Geral da ONU, tendo aí realizado cinco intervenções, subordinadas às problemáticas: a situação social no mundo (outubro de 1971), o direito dos povos à autodeterminação (novembro de 1971), a condição feminina (novembro de 1972), a juventude (dezembro de 1972), e a liberdade religiosa (dezembro de 1972).
Manteve-se no Ministério das Corporações e Previdência Social até à instituição da Comissão para a Política Social relativa à Mulher, por decreto n.º 482/73, de 27 de setembro, da qual foi nomeada presidente. Esta comissão sofreu, com o decreto-lei n.º 47/75, de 1 de fevereiro, uma mudança de designação, passando a ser referenciada como Comissão da Condição Feminina, agora dotada de autonomia administrativa. Foi titular do cargo de presidente da referida Comissão desde 23 de novembro de 1973, interrompendo o exercício do cargo para integrar alguns Governos Provisórios, após o 25 de Abril.

### Vulto da democracia
Depois da revolução do 25 de Abril de 1974, foi nomeada secretária de Estado da Segurança Social no I Governo Provisório. Foi ministra dos Assuntos Sociais nos II e III Governos Provisórios entre 17 de julho de 1974 e 25 de março de 1975. O programa de acção que concebeu para aquele Ministério mereceu a classificação de programa-modelo, por parte do Secretariado do Desenvolvimento Social para a Europa da ONU. Introduziu, no programa daquele ministério, a aplicação do princípio da universalidade das prestações sociais do Estado. Entre maio e setembro de 1975, foi ainda designada membro eleito do Conselho de Imprensa.
Em 1 de maio de 1975, retomou a presidência da Comissão da Condição Feminina, permanecendo em funções até à tomada de posse como embaixadora junto da Organização das Nações Unidas para a Educação, Ciência e Cultura (UNESCO), em 8 de agosto de 1975. Permaneceu como embaixadora delegada de Portugal junto da UNESCO (Paris) até 1979, embora administrativamente tenha conservado o cargo até 27 de maio de 1981. Foi eleita, por quatro anos, membro do Conselho Executivo da UNESCO, por proposta dos países ocidentais, durante a Conferência Geral de 1976, realizada em Nairobi, pelo reconhecimento das suas capacidades na resolução de problemas difíceis e pelo seu conhecimento profundo em matérias como ciência, educação e cultura.
Em 19 de julho de 1979, foi indigitada pelo então Presidente da República, general António Ramalho Eanes, para chefiar o V Governo Constitucional (1 de agosto de 1979 – 3 de janeiro de 1980), um governo de gestão incumbido de preparar as eleições legislativas intercalares marcadas para 2 de dezembro desse ano. Ao aceitar desempenhar aquelas funções, tornou-se a primeira mulher portuguesa a assumir o cargo de chefe do Governo. Foram características da sua acção governativa, nas palavras de um historiador, uma liderança dialogante, bem como a manifesta preocupação de justiça social que trespassou a produção legislativa daquele período.
Em 1980, apoiou a candidatura do general Ramalho Eanes à Presidência da República. Entre 1 de outubro de 1981 e 1 de fevereiro de 1985, exerceu funções como consultora do Presidente António Ramalho Eanes, gerindo durante essa época o dossier Timor-Leste. Dotada de um estilo carismático, foi dinamizadora de importantes movimentos sociais e cívicos, resultantes da sua preocupação com o aprofundamento da democracia. De nomear entre outros: a Rede de Mulheres (1980–1986), a Plataforma Inter-Grupos, o Movimento para o Aprofundamento da Democracia (MAD), surgido entre 1982 e 1985, e a Plataforma Europeia para o Ambiente.
Foi candidata independente às eleições presidenciais de 1986, as mais competitivas e polarizadas do regime democrático português, onde pela primeira vez os candidatos eram civis e já não militares. Sem o apoio de qualquer máquina partidária e gozando do prestígio que recolhera enquanto primeira-ministra, formalizou a sua candidatura em 9 de dezembro de 1985 com cerca de 15 000 assinaturas e surgia como a candidata mais bem posicionada nas sondagens, recolhendo elevadas percentagens das intenções de voto. Todavia, na primeira volta foi preterida em face dos candidatos de esquerda dotados de apoios dos partidos políticos. Os resultados eleitorais traduziam o triunfo dos aparelhos partidários sobre as apostas singularizadas, penalizando fortemente aquela que havia sido a candidatura mais personalizada, a sua, com 7,4% dos votos.
Entre 1987 e 1989, foi deputada no Parlamento Europeu, na qualidade de independente integrada no Grupo Socialista.

### Projecção internacional
Desde nova que a sua experiência cristã e, mais tarde, os seus empenhamentos sociais, cívicos e políticos, são atravessados pela dimensão internacional. No final dos anos setenta, era já uma prestigiada intelectual católica, com uma carreira política meritória, reconhecida em Portugal e no estrangeiro. Porém, durante a década de oitenta, foi no plano internacional que exerceu maior actividade, pois, em Portugal, o projecto que defendera enquanto primeira-ministra despertara a hostilidade do Partido Social Democrata (PSD) e do Centro Democrático Social (CDS), que, depois de formarem o Governo da Aliança Democrática (1980–1982), procuraram retirar-lhe visibilidade no espaço público.
Foi membro do conselho directivo do World Policy Institute da New School of Social Research, em Nova Iorque (1982). Em 1983, torna-se membro do Conselho de Interacção de Ex-Chefes de Governo, organismo criado por Kurt Waldheim, Leopold Senghor e Helmut Schmit, ocupando a sua vice-presidência entre 1988 e 1993, por designação do Comité Executivo. Foi igualmente membro do Conselho Directivo da Universidade das Nações entre 1983 e 1989, por designação do Secretário-Geral da ONU, do Director-Geral da UNESCO e da Santa Sé. De 1989 a 1991, foi membro do Conselho da Ciência e da Tecnologia ao Serviço do Desenvolvimento, eleita pela Assembleia Geral da ONU, e membro do Grupo de Peritos da OCDE sobre A Mudança Estrutural e o Emprego das Mulheres (1990–1991), a convite do Secretário-Geral daquela organização.
Entre 1990 e 1992, foi conselheira especial do Reitor da Universidade das Nações Unidas. De 1992 a 1994, foi presidente do Grupo de Peritos do Conselho da Europa sobre Igualdade e Democracia. Por convite conjunto dos Governos da Holanda, Suécia, Noruega, Alemanha, Canadá, Reino Unido e Japão, da ONU, do Banco Mundial e de várias Fundações Americanas, entre 1992 e 1997, foi presidente da Comissão Mundial Independente sobre a População e Qualidade de Vida.
Presidiu, entre 1993 e 1998, ao Conselho Directivo do WIDER/UNU, Instituto Mundial de Investigação sobre Desenvolvimento Económico da Universidade das Nações Unidas. Foi também, entre 1995 e 1996, presidente do Comité dos Sábios, a convite do Presidente da Comissão Europeia.
Participou ainda em numerosos simpósios, encontros, colóquios em universidades, institutos religiosos e organizações cristãs, entidades internacionais (OCDE, ONU, UNITAR, OIT, NATO, UNESCO), em associações e movimentos de mulheres, fóruns políticos e sociais dos cinco continentes, com a análise de temas relacionados com os vários aspectos da intervenção das mulheres na sociedade civil, do desenvolvimento e da qualidade de vida, da cidadania, da teologia e espiritualidade cristã, da democracia e reforma do Estado.
Foi membro das seguintes entidades: Fundação Europa — América Latina (1984); Clube de Roma, Paris (1984); Sisterhood is Global Institute, em Nova Iorque (1986, tornando-se sua presidente, em 1994); do comité consultivo do Synergos Institute, Nova Iorque (1988); Instituto para o Desenvolvimento e a Acção Cultural (IDAC), Rio de Janeiro (1997); Institute for Democratic Electoral Assistance, em Estocolmo (1997); Conselho de Women World Leaders, Cambridge (1998) e membro do World Order Model's Project.
Membro da Pax Christi (1984) e do Movimento Internacional de Mulheres Cristãs.
Em 1987, leccionou na Universidade Internacional de Lisboa um Curso sobre Problemas de Desenvolvimento Global. Durante o ano de 1994, foi professora na Universidade Aberta de Lisboa, no âmbito do Mestrado em Relações Interculturais, da disciplina Nacionalidade, Cidadania e Identidade Cultural. Entre 1991 e 2002, foi membro do Conselho Nacional de Ética para as Ciências da Vida, eleita pela Assembleia da República. Torna-se, em 2001, presidente da Fundação Cuidar O Futuro, por si concebida e instituída pela Associação Graal.

### Outros cargos exercidos
- Consultora do Presidente da República Ramalho Eanes
- Membro do Conselho das Universidades das Nações Unidas
- Membro do Movimento Internacional Católico Graal

## Condecorações e Títulos honoríficos
Maria de Lourdes Pintasilgo foi galardoada, em 7 de março de 1986, com o The 1986 Living Legacy Award atribuído pelo Women’s International Center, em San Diego, na Califórnia.
Recebeu o doutoramento “honoris causa” pela Universidade Católica de Louvaina, em 2 de fevereiro de 1990.
- Grã-Cruz da Ordem Militar de Nosso Senhor Jesus Cristo (9 de abril de 1981)[5]
- Grã-Cruz da Ordem do Infante D. Henrique (9 de junho de 1994)
- Grã-Cruz da Ordem da Liberdade (5 de outubro de 2017)[5]
- Medalha Machado de Assis pela Academia Brasileira de Letras (13 de novembro de 1997)

## Homenagens
Passou a ter um monumento em sua homenagem, inaugurado em 10 de julho de 2017, dia em que se completaram 13 anos sobre a sua morte. A obra, da autoria do escultor Rui A. Pereira, está implantada no Jardim Maria de Lourdes Pintasilgo, junto ao Hospital Santo António dos Capuchos, na freguesia lisboeta de Arroios.
O memorial é uma peça de granito preto e mármore branco, com pouco mais de dois metros de altura. No dizer do escultor, Rui A. Pereira, “é uma interpretação de uma das mais conhecidas fotografias de Maria de Lourdes Pintasilgo”. A obra demorou mais de um mês a ser executada, numa empresa de mármores de Pêro Pinheiro.
Em homenagem ao seu impacto na sociedade Portuguesa enquanto antiga aluna, o Instituto Superior Técnico (IST) instituiu em 2016 o «Prémio Maria de Lourdes Pintasilgo» como forma de promover a igualdade de género no IST e reconhecer o papel crucial que as mulheres desempenham em todas as áreas da Engenharia.
A escola em Abrantes, que funciona no antigo Colégio de Nossa Senhora de Fátima, passou a chamar-se em 2023 Escola Básica Maria de Lourdes Pintassilgo.

## Obras publicadas
A sua obra publicada é variada, contemplando desde livros, ensaios, relatórios, conferências, prefácios, além de um vasto número de artigos em jornais e revistas. As principais temáticas abordadas nos seus artigos são a participação das mulheres no desenvolvimento/qualidade de vida, na cultura e na política, a renovação da teoria e prática políticas, a espiritualidade e o compromisso cristãos. Merecem destaque os seus principais livros: 
- Sulcos do nosso querer comum (Porto, Ed. Afrontamento, 1980);
- Imaginar a Igreja (Lisboa, Ed. Multinova, 1980);
- Les nouveaux féminismes: question pour les chrétiens? (Paris, Éditions du Cerf, 1980);
- As dimensões da mudança (Porto, Ed. Afrontamento, 1985);
- Os novos feminismos: interrogação para os cristãos. Lisboa, Moraes, 1981.
- O Graal, um movimento do nosso tempo. Porto, 1984. Separata de Igreja e Missão, 2.ª série, ano 15.
- Dimensões da mudança. Prefácio de Eduardo Prado Coelho. 2.ª ed., Porto, Afrontamento, 1985.
- As minhas respostas (Lisboa, Ed. D. Quixote, 1985).

Prefaciou ainda a segunda edição das Novas Cartas Portuguesas, de Maria Isabel Barreno, Maria Teresa Horta e Maria Velho da Costa (1974). Assinou o Pré-Prefácio e o Prefácio da 3.ª edição daquela obra, em 1980. Em 1999, prefaciou também a obra de Maria Regina Tavares da Silva, A Mulher – Bibliografia Portuguesa Anotada (1518–1998). A escrita e as investigações que conduziu caracterizam-se pela criação de alternativas aos paradigmas existentes, pela proposta de um diálogo interdisciplinar e pela grande independência da sua reflexão política. Saliente-se ainda que a divulgação do seu pensamento foi, em grande medida, feita através de longas entrevistas e debates, editados por publicações nacionais e estrangeiras.

## Resultados eleitorais

### Eleições Presidenciais
| Data | Partidos apoiantes | 1ª Volta | 1ª Volta | 1ª Volta      | 1ª Volta | 2ª Volta | 2ª Volta | 2ª Volta | 2ª Volta | Status     |
| Data | Partidos apoiantes | Cl.      | Votos    | %             | +/-      | Cl.      | Votos    | %        | +/-      | Status     |
| ---- | ------------------ | -------- | -------- | ------------- | -------- | -------- | -------- | -------- | -------- | ---------- |
| 1986 | UDP                | 4.º      | 418 961  | 7,38 / 100,00 |          |          |          |          |          | Não eleita |

### Eleições europeias
| Data | Partido | Partido | Posição    | Cl. | Votos     | %              | Status |
| ---- | ------- | ------- | ---------- | --- | --------- | -------------- | ------ |
| 1987 |         | PS      | 1º (em 24) | 2.º | 1 267 672 | 22,48 / 100,00 | Eleita |